# Руда-Краковецкая
Руда-Краковецкая (укр. Руда-Краковецька) — село в Яворовской городской общине Яворовского района Львовской области Украины.
Население по переписи 2001 года составляло 623 человека. Занимает площадь 0,706 км². Почтовый индекс — 81006. Телефонный код — 3259.